# Hrînivți, Liubar
Hrînivți (în ucraineană Гринівці) este un sat în comuna Malîi Brataliv din raionul Liubar, regiunea Jîtomîr, Ucraina.

## Demografie
Componența lingvistică a localității Hrînivți
     Ucraineană (97,52%)
     Română (1,72%)
     Alte limbi (0,76%)
Conform recensământului din 2001, majoritatea populației localității Hrînivți era vorbitoare de ucraineană (97,52%), existând în minoritate și vorbitori de română (1,72%).